# Predigtstuhl
Predigtstuhl – szczyt w pasmie Kaisergebirge, części Północnych Alp Wapiennych. Leży w Austrii w kraju związkowym Tyrol. Sąsiaduje z Fleischbank i Goinger Halt.
Pierwszego wejścia w 1895 r. dokonał Karl Botzong.